# شاه‌کولو (سینجیک)
شاه‌کولو (انگلیسی: Şahkolu) یک منطقه مسکونی در ترکیه است که در استان آدیامان و در ناحیه سینجیک واقع شده‌است.